# Becky G/Diskografie
Diese Diskografie ist eine Übersicht über die musikalischen Werke der US-amerikanischen Sängerin Becky G. Den Schallplattenauszeichnungen zufolge hat sie bisher mehr als 26,9 Millionen Tonträger verkauft, davon alleine in ihrer Heimat über 14,2 Millionen. Ihre erfolgreichste Veröffentlichung ist die Single Mayores mit über 3,9 Millionen verkauften Einheiten.

## Alben

### Studioalben
| Jahr | Titel Musiklabel                          | Höchstplatzierung, Gesamtwochen, AuszeichnungChartplatzierungen (Jahr, Titel, Musiklabel, Platzierungen, Wochen, Auszeichnungen, Anmerkungen) | Höchstplatzierung, Gesamtwochen, AuszeichnungChartplatzierungen (Jahr, Titel, Musiklabel, Platzierungen, Wochen, Auszeichnungen, Anmerkungen) | Höchstplatzierung, Gesamtwochen, AuszeichnungChartplatzierungen (Jahr, Titel, Musiklabel, Platzierungen, Wochen, Auszeichnungen, Anmerkungen) | Höchstplatzierung, Gesamtwochen, AuszeichnungChartplatzierungen (Jahr, Titel, Musiklabel, Platzierungen, Wochen, Auszeichnungen, Anmerkungen) | Höchstplatzierung, Gesamtwochen, AuszeichnungChartplatzierungen (Jahr, Titel, Musiklabel, Platzierungen, Wochen, Auszeichnungen, Anmerkungen) | Höchstplatzierung, Gesamtwochen, AuszeichnungChartplatzierungen (Jahr, Titel, Musiklabel, Platzierungen, Wochen, Auszeichnungen, Anmerkungen) | Höchstplatzierung, Gesamtwochen, AuszeichnungChartplatzierungen (Jahr, Titel, Musiklabel, Platzierungen, Wochen, Auszeichnungen, Anmerkungen) | Anmerkungen                                                  |
| Jahr | Titel Musiklabel                          | DE | AT | CH | UK | US | Latin | ES | Anmerkungen                                                  |
| ---- | ----------------------------------------- | --- | --- | --- | --- | --- | --- | --- | ------------------------------------------------------------ |
| 2019 | Mala Santa Kemosabe Records               | — | — | — | — | US85 (1 Wo.)US | Latin3 ×7Siebenfachplatin · (81 Wo.)Latin | ES20 (36 Wo.)ES | Erstveröffentlichung: 17. Oktober 2019 Verkäufe: + 390.000   |
| 2022 | Esquemas Kemosabe Records / RCA Records   | — | — | — | — | US92 (3 Wo.)US | Latin5 ×3Dreifachplatin · (61 Wo.)Latin | ES28 (27 Wo.)ES | Erstveröffentlichung: 13. Mai 2022 Verkäufe: + 340.000       |
| 2023 | Esquinas Kemosabe Records / RCA Records   | — | — | — | — | US109 (2 Wo.)US | Latin7 (31 Wo.)Latin | — | Erstveröffentlichung: 28. September 2023 Verkäufe: + 140.000 |
| 2024 | Encuentros Kemosabe Records / RCA Records | — | — | — | — | — | Latin15 (6 Wo.)Latin | — | Erstveröffentlichung: 10. Oktober 2024                       |

### EPs
- 2013: Play It Again

## Singles

### Als Leadmusikerin
| Jahr | Titel Album                    | Höchstplatzierung, Gesamtwochen, AuszeichnungChartplatzierungen (Jahr, Titel, Album, Platzierungen, Wochen, Auszeichnungen, Anmerkungen) | Höchstplatzierung, Gesamtwochen, AuszeichnungChartplatzierungen (Jahr, Titel, Album, Platzierungen, Wochen, Auszeichnungen, Anmerkungen) | Höchstplatzierung, Gesamtwochen, AuszeichnungChartplatzierungen (Jahr, Titel, Album, Platzierungen, Wochen, Auszeichnungen, Anmerkungen) | Höchstplatzierung, Gesamtwochen, AuszeichnungChartplatzierungen (Jahr, Titel, Album, Platzierungen, Wochen, Auszeichnungen, Anmerkungen) | Höchstplatzierung, Gesamtwochen, AuszeichnungChartplatzierungen (Jahr, Titel, Album, Platzierungen, Wochen, Auszeichnungen, Anmerkungen) | Höchstplatzierung, Gesamtwochen, AuszeichnungChartplatzierungen (Jahr, Titel, Album, Platzierungen, Wochen, Auszeichnungen, Anmerkungen) | Höchstplatzierung, Gesamtwochen, AuszeichnungChartplatzierungen (Jahr, Titel, Album, Platzierungen, Wochen, Auszeichnungen, Anmerkungen) | Anmerkungen |
| Jahr | Titel Album                    | DE | AT | CH | UK | US | Latin | ES | Anmerkungen |
| --- | ------------------------------ | --- | --- | --- | --- | --- | --- | --- | --- |
| 2013 | Play It Again                  | — | — | — | — | — | — | — | Erstveröffentlichung: 6. Mai 2013                                                                                |
| 2014 | Can’t Get Enough Play It Again | — | — | — | — | — | Latin10 (3 Wo.)Latin | — | Erstveröffentlichung: 29. März 2014 feat. Pitbull                                                                |
| 2014 | Can’t Stop Dancin’ –           | — | — | — | — | US88 (3 Wo.)US | — | — | Erstveröffentlichung: 4. November 2014 Verkäufe: + 60.000                                                        |
| 2014 | Shower –                       | DE42 Platin · (24 Wo.)DE | AT59 (1 Wo.)AT | — | UK80 Gold · (1 Wo.)UK | US16 ×2Doppelplatin · (20 Wo.)US | — | ES37 Platin · (12 Wo.)ES | Promoveröffentlichung: 23. April 2014 Erstveröffentlichung: 14. November 2014 Verkäufe: + 3.360.000              |
| 2015 | Lovin’ So Hard –               | — | — | — | — | — | — | — | Erstveröffentlichung: 7. April 2015                                                                              |
| 2015 | Break a Sweat –                | — | — | — | — | — | — | — | Erstveröffentlichung: 21. August 2015                                                                            |
| 2016 | Sola –                         | — | — | — | — | — | Latin18 (17 Wo.)Latin | ES83 (11 Wo.)ES | Erstveröffentlichung: 24. Juni 2016                                                                              |
| 2016 | Mangú –                        | — | — | — | — | — | Latin47 (1 Wo.)Latin | — | Erstveröffentlichung: 7. Oktober 2016                                                                            |
| 2017 | Todo cambió –                  | — | — | — | — | — | Latin33 (1 Wo.)Latin | ES94 (2 Wo.)ES | Erstveröffentlichung: 3. März 2017 Verkäufe: + 20.000; feat. CNCO                                                |
| 2017 | Mayores Mala Santa             | — | — | — | — | US74 (18 Wo.)US | Latin3 ×4×6Vierfachdiamant + Sechsfachplatin · (34 Wo.)Latin                                                                             | ES1 ×5Fünffachplatin · (54 Wo.)ES | Erstveröffentlichung: 14. Juli 2017 Verkäufe: + 3.934.000; feat. Bad Bunny                                       |
| 2017 | Díganle –                      | — | — | — | — | — | Latin— ×2DoppelplatinLatin | — | Erstveröffentlichung: 29. September 2017 Verkäufe: + 150.000; mit Leslie Grace                                   |
| 2018 | Sin pijama Mala Santa          | — | — | CH33 Gold · (17 Wo.)CH | — | US70 (12 Wo.)US | Latin4 ×3×8Dreifachdiamant + Achtfachplatin · (28 Wo.)Latin                                                                              | ES1 ×6Sechsfachplatin · (60 Wo.)ES | Erstveröffentlichung: 20. April 2018 Verkäufe: + 3.535.000; feat. Natti Natasha                                  |
| 2018 | Zooted –                       | — | — | — | — | — | — | — | Erstveröffentlichung: 20. Juli 2018 feat. French Montana & Farruko                                               |
| 2018 | Cuando te besé Mala Santa      | — | — | — | — | — | Latin30 ×2Doppelplatin · (18 Wo.)Latin                                                                                                   | ES10 ×3Dreifachplatin · (27 Wo.)ES | Erstveröffentlichung: 2. August 2018 Verkäufe: + 980.000; feat. Paulo Londra                                     |
| 2018 | Díganle (Remix) –              | — | — | — | — | — | Latin36 (2 Wo.)Latin | — | Erstveröffentlichung: 16. August 2018 mit Leslie Grace & CNCO                                                    |
| 2018 | Booty –                        | — | — | — | — | — | Latin— ×4VierfachplatinLatin | ES3 ×3Dreifachplatin · (30 Wo.)ES | Erstveröffentlichung: 24. Oktober 2018 Verkäufe: + 540.000; mit C. Tangana                                       |
| 2018 | Bubalu –                       | — | — | — | — | — | Latin22 ×2×4Doppeldiamant + Vierfachplatin · (20 Wo.)Latin                                                                               | ES12 ×2Doppelplatin · (21 Wo.)ES | Erstveröffentlichung: 6. November 2018 Verkäufe: + 1.560.000; mit DJ Luian, Mambo Kingz, Anuel AA & Prince Royce |
| 2018 | Mala mía (Remix) –             | — | — | — | — | — | — | — | Erstveröffentlichung: 21. Dezember 2018 mit Maluma & Anitta                                                      |
| 2019 | LBD –                          | — | — | — | — | — | — | — | Erstveröffentlichung: 18. Januar 2019                                                                            |
| 2019 | La respuesta –                 | — | — | — | — | — | Latin13 (10 Wo.)Latin | ES29 Platin · (17 Wo.)ES | Erstveröffentlichung: 19. April 2019 Verkäufe: + 270.000; mit Maluma                                             |
| 2019 | Next to You –                  | — | — | — | — | — | — | — | Erstveröffentlichung: 26. April 2019 mit Digital Farm Animals feat. Rvssian                                      |
| 2019 | Dollar Mala Santa              | — | — | — | — | — | Latin27 (19 Wo.)Latin | ES19 Platin · (15 Wo.)ES | Erstveröffentlichung: 10. Juli 2019 Verkäufe: + 190.000; feat. Myke Towers                                       |
| 2019 | Mala Santa                     | — | — | — | — | — | Latin21 Platin · (4 Wo.)Latin | ES68 Platin · (18 Wo.)ES | Erstveröffentlichung: 11. Oktober 2019 Verkäufe: + 345.000                                                       |
| 2020 | No mienten Esquemas            | — | — | — | — | — | — | ES— GoldES | Erstveröffentlichung: 20. April 2020 Verkäufe: + 30.000                                                          |
| 2020 | No Drama –                     | — | — | CH88 (1 Wo.)CH | — | — | Latin23 (10 Wo.)Latin | ES48 (2 Wo.)ES | Erstveröffentlichung: 29. Oktober 2020 mit Ozuna                                                                 |
| 2021 | Ram pam pam Esquemas           | — | — | — | — | — | Latin12 ×4Vierfachplatin · (20 Wo.)Latin                                                                                                 | ES16 ×2Doppelplatin · (25 Wo.)ES | Erstveröffentlichung: 20. April 2021 Verkäufe: + 640.000; mit Natti Natasha                                      |
| 2021 | Fulanito Esquemas              | — | — | — | — | — | Latin24 ×7Siebenfachplatin · (16 Wo.)Latin                                                                                               | ES9 ×3Dreifachplatin · (32 Wo.)ES | Erstveröffentlichung: 4. Juni 2021 Verkäufe: + 880.000; mit El Alfa                                              |
| 2021 | Baila Así –                    | — | — | — | — | — | Latin— GoldLatin | — | Erstveröffentlichung: 16. September 2021 Verkäufe: + 30.000; mit Play N Skillz & Thalía feat. Chiquis            |
| 2022 | Mamiii Esquemas                | — | — | CH36 Gold · (21 Wo.)CH | — | US15 (20 Wo.)US | Latin1 ×2×3Doppeldiamant + Dreifachplatin · (27 Wo.)Latin                                                                                | ES1 ×7Siebenfachplatin · (65 Wo.)ES | Erstveröffentlichung: 11. Februar 2022 Verkäufe: + 3.055.000; feat. Karol G                                      |
| 2022 | Ya acabó –                     | — | — | — | — | — | Latin7 (21 Wo.)Latin | — | Erstveröffentlichung: 1. Mai 2022 Verkäufe: + 140.000; mit Marca MP                                              |
| 2022 | Bailé Con Mi Ex Esquemas       | — | — | — | — | — | Latin41 Platin · (12 Wo.)Latin | — | Erstveröffentlichung: 10. Mai 2022 Verkäufe: + 130.000                                                           |
| 2022 | Amantes –                      | — | — | — | — | — | — | ES74 Platin · (7 Wo.)ES | Erstveröffentlichung: 16. September 2022 Verkäufe: + 60.000; mit Daviles de Novelda                              |
| 2023 | Te Quiero Besar –              | — | — | — | — | — | Latin27 (3 Wo.)Latin | — | Erstveröffentlichung: 14. Februar 2023 mit Fuerza Regida                                                         |
| 2023 | Arranca –                      | — | — | — | — | — | — | ES24 ×2Doppelplatin · (27 Wo.)ES | Erstveröffentlichung: 10. März 2023 Verkäufe: + 473.333; feat. Omega                                             |
| 2023 | Chanel Esquinas                | — | — | — | — | US55 (10 Wo.)US | Latin8 ×5Diamant + Fünffachplatin · (20 Wo.)Latin                                                                                        | — | Erstveröffentlichung: 30. März 2023 Verkäufe: + 1.680.000; feat. Peso Pluma                                      |
| 2023 | The Fire Inside –              | — | — | — | — | — | — | — | Erstveröffentlichung: 2. Juni 2023                                                                               |
| 2024 | Mercedes Encuentros            | — | — | — | — | — | — | — | Erstveröffentlichung: 11. April 2024 Verkäufe: + 70.000; feat. Oscar Maydon                                      |
| 2025 | Que haces –                    | — | — | — | — | — | Latin35 (8 Wo.)Latin | ES44 Gold · (… Wo.)ES | Erstveröffentlichung: 9. Mai 2025 Verkäufe: + 50.000; mit Manuel Turizo                                          |
| Folgende Lieder erschienen nicht als Single, wurden aber durch das Album zum Download und Streaming bereitgestellt und konnten somit eine Platzierung erlangen: |                                | | | | | | | | |
| |                                | | | | | | | | |
| 2023 | 2ndo Chance Esquinas           | — | — | — | — | — | Latin34 (1 Wo.)Latin | — | mit Ivan Cornejo                                                                                                 |
| 2023 | Por El Contrario Esquinas      | — | — | — | — | — | Latin17 (20 Wo.)Latin | — | mit Leonardo Aguilar & Angela Aguilar Verkäufe: + 490.000                                                        |

### Als Gastmusikerin
| Jahr | Titel Album                                       | Höchstplatzierung, Gesamtwochen, AuszeichnungChartplatzierungen (Jahr, Titel, Album, Platzierungen, Wochen, Auszeichnungen, Anmerkungen) | Höchstplatzierung, Gesamtwochen, AuszeichnungChartplatzierungen (Jahr, Titel, Album, Platzierungen, Wochen, Auszeichnungen, Anmerkungen) | Höchstplatzierung, Gesamtwochen, AuszeichnungChartplatzierungen (Jahr, Titel, Album, Platzierungen, Wochen, Auszeichnungen, Anmerkungen) | Höchstplatzierung, Gesamtwochen, AuszeichnungChartplatzierungen (Jahr, Titel, Album, Platzierungen, Wochen, Auszeichnungen, Anmerkungen) | Höchstplatzierung, Gesamtwochen, AuszeichnungChartplatzierungen (Jahr, Titel, Album, Platzierungen, Wochen, Auszeichnungen, Anmerkungen) | Höchstplatzierung, Gesamtwochen, AuszeichnungChartplatzierungen (Jahr, Titel, Album, Platzierungen, Wochen, Auszeichnungen, Anmerkungen) | Höchstplatzierung, Gesamtwochen, AuszeichnungChartplatzierungen (Jahr, Titel, Album, Platzierungen, Wochen, Auszeichnungen, Anmerkungen) | Anmerkungen |
| Jahr | Titel Album                                       | DE | AT | CH | UK | US | Latin | ES | Anmerkungen |
| --- | ------------------------------------------------- | --- | --- | --- | --- | --- | --- | --- | --- |
| 2012 | Oath Sticks and Stones                            | — | — | — | — | US73 Gold · (2 Wo.)US | — | — | Erstveröffentlichung: 2. Oktober 2012 Verkäufe: + 515.000; Cher Lloyd feat. Becky G                                      |
| 2014 | Quiero bailar (All Through the Night) Globall     | — | — | — | — | — | — | — | Erstveröffentlichung: 2014 3Ball MTY feat. Becky G                                                                       |
| 2015 | Clouds –                                          | — | — | — | — | — | — | — | Erstveröffentlichung: 20. Februar 2015 Dillon Francis & KSHMR feat. Becky G                                              |
| 2015 | Wild Mustang Blood For Mercy                      | — | — | — | — | — | — | — | Erstveröffentlichung: 27. Juli 2015 Yellow Claw & Cesqeaux feat. Becky G                                                 |
| 2016 | Superstar –                                       | — | — | — | — | — | — | — | Erstveröffentlichung: 23. Mai 2016 Pitbull feat. Becky G                                                                 |
| 2016 | Take It Off –                                     | — | — | — | — | — | Latin45 (11 Wo.)Latin | — | Erstveröffentlichung: 22. Juli 2016 Lil Jon feat. Yandel & Becky G                                                       |
| 2017 | Si una vez (If I Once) –                          | — | — | — | — | — | Latin22 ×4Vierfachplatin · (17 Wo.)Latin                                                                                                 | — | Erstveröffentlichung: 24. Februar 2017 Verkäufe: + 240.000; Play-N-Skillz feat. Becky G & Kap G                          |
| 2017 | Christmas C’mon Warmer In The Winter              | — | — | — | — | — | — | — | Erstveröffentlichung: 17. November 2017 Lindsey Stirling feat. Becky G                                                   |
| 2018 | Mi mala (Remix) –                                 | — | — | — | — | — | — | ES57 Gold · (10 Wo.)ES | Erstveröffentlichung: 9. Februar 2018 Verkäufe: + 30.000; Mau y Ricky & Karol G feat. Becky G, Leslie Grace & Lali       |
| 2018 | Mad Love Mad Love: The Prequel                    | DE10 Gold · (22 Wo.)DE | AT33 (13 Wo.)AT | CH36 (19 Wo.)CH | UK22 Gold · (16 Wo.)UK | — | — | ES43 Platin · (26 Wo.)ES | Erstveröffentlichung: 16. Februar 2018 Verkäufe: + 1.135.000; Sean Paul & David Guetta feat. Becky G                     |
| 2018 | Ya es hora Index                                  | — | — | — | — | — | — | ES29 Platin · (30 Wo.)ES | Erstveröffentlichung: 16. März 2018 Verkäufe: + 40.000; Ana Mena feat. Becky G & De La Ghetto                            |
| 2018 | Don’t Go –                                        | — | — | — | — | — | — | — | Erstveröffentlichung: 13. Juli 2018 Vice feat. Becky G & Mr Eazi                                                         |
| 2018 | Pienso en ti Carminando                           | — | — | — | — | — | — | — | Erstveröffentlichung: 19. Oktober 2018 Joss Favela feat. Becky G                                                         |
| 2019 | Lost in the Middle of Nowhere Experiment Extended | — | — | — | — | US— GoldUS | Latin13 (3 Wo.)Latin | — | Erstveröffentlichung: 29. März 2019 Verkäufe: + 540.000; Kane Brown feat. Becky G                                        |
| 2019 | Que me baile ChocQuib House                       | — | — | — | — | — | — | ES96 (2 Wo.)ES | Erstveröffentlichung: 27. Juni 2019 ChocQuibTown feat. Becky G                                                           |
| 2019 | Rebota (Remix) BRB Be Right Back                  | — | — | — | — | — | Latin28 Platin · (9 Wo.)Latin | ES24 Platin · (15 Wo.)ES | Erstveröffentlichung: 12. Juli 2019 Verkäufe: + 120.000; Guaynaa feat. Nicky Jam, Farruko, Becky G & Sech                |
| 2019 | Chicken Noodle Soup –                             | — | — | — | UK82 (1 Wo.)UK | US81 (1 Wo.)US | — | — | Erstveröffentlichung: 27. September 2019 J-Hope feat. Becky G                                                            |
| 2019 | Giants –                                          | — | — | — | — | — | — | — | Erstveröffentlichung: 10. November 2019 als Qiyana in der von League of Legends kreierten Band „True Damage“             |
| 2020 | Perdiendo la cabeza Crónicas de una Guerra        | — | — | — | — | — | Latin— PlatinLatin | ES— GoldES | Erstveröffentlichung: 31. Januar 2020 Verkäufe: + 300.000; Carlos Rivera feat. Becky G & Pedro Capó                      |
| 2020 | Muchacha De Menor a Mayor                         | — | — | — | — | — | Latin— PlatinLatin | ES82 Platin · (5 Wo.)ES | Erstveröffentlichung: 23. April 2020 Verkäufe: + 120.000; Gente de Zona feat. Becky G                                    |
| 2021 | Te Va Bien Cotidiano                              | — | — | — | — | — | Latin— PlatinLatin | — | Erstveröffentlichung: 4. März 2021 Verkäufe: + 60.000; Kevvo feat. Arcángel, Becky G, & Darell                           |
| 2021 | Mal de Amores                                     | — | — | — | — | — | Latin— PlatinLatin | — | Erstveröffentlichung: 10. September 2021 Verkäufe: + 143.000; Sofía Reyes feat. Becky G                                  |
| 2021 | Pa’ Mis Muchachas Aguilera                        | — | — | — | — | — | Latin37 Platin · (1 Wo.)Latin | ES68 (1 Wo.)ES | Erstveröffentlichung: 22. Oktober 2021 Verkäufe: + 60.000; Christina Aguilera feat. Becky G, Nicki Nicole & Nathy Peluso |
| 2022 | La loto Cupido                                    | — | — | — | — | — | — | ES78 Gold · (3 Wo.)ES | Erstveröffentlichung: 30. Juni 2022 Verkäufe: + 70.000; Tini feat. Becky G & Anitta                                      |
| Folgende Lieder erschienen nicht als Single, wurden aber durch das Album zum Download und Streaming bereitgestellt und konnten somit eine Platzierung erlangen: |                                                   | | | | | | | | |
| |                                                   | | | | | | | | |
| 2021 | Wow Wow Animal                                    | — | — | — | — | — | — | ES60 Gold · (6 Wo.)ES | Verkäufe: + 100.000; Maria Becerra feat. Becky G                                                                         |
| 2022 | Zona del perreo Legendaddy                        | — | — | — | — | — | Latin32 (1 Wo.)Latin | ES73 (1 Wo.)ES | Daddy Yankee feat. Natti Natasha & Becky G                                                                               |

## Promoveröffentlichungen
| Jahr | Titel Album                                | Anmerkungen                                                      |
| ---- | ------------------------------------------ | ---------------------------------------------------------------- |
| 2012 | Wish U Were Here Hotel Transylvania O.S.T. | Erstveröffentlichung: 27. August 2012 Cody Simpson feat. Becky G |
| 2012 | Problem (The Monster Remix) Paradise       | Erstveröffentlichung: 31. August 2012 feat. will.i.am            |
| 2013 | Becky from the Block –                     | Erstveröffentlichung: 23. April 2013                             |
| 2019 | Green Light Go –                           | Erstveröffentlichung: 21. März 2019                              |
| 2019 | Banana Kisses                              | Erstveröffentlichung: April 2019 Anitta feat. Becky G            |

## Sonderveröffentlichungen
| Jahr | Titel Soundtrack              | Anmerkungen                                             |
| ---- | ----------------------------- | ------------------------------------------------------- |
| 2013 | Magik 2.0 The Smurfs 2 O.S.T. | Erstveröffentlichung: 19. Juli 2013 feat. Austin Mahone |

## Statistik

### Chartauswertung
|                     | DE    | AT    | CH    | UK    | US    | Latin       | ES    |
| ------------------- | ----- | ----- | ----- | ----- | ----- | ----------- | ----- |
| Nummer-eins-Alben   | DE—DE | AT—AT | CH—CH | UK—UK | US—US | Latin—Latin | ES—ES |
| Top-10-Alben        | DE—DE | AT—AT | CH—CH | UK—UK | US—US | Latin3Latin | ES—ES |
| Alben in den Charts | DE—DE | AT—AT | CH—CH | UK—UK | US3US | Latin4Latin | ES2ES |

|                       | DE    | AT    | CH    | UK    | US    | Latin        | ES     |
| --------------------- | ----- | ----- | ----- | ----- | ----- | ------------ | ------ |
| Nummer-eins-Singles   | DE—DE | AT—AT | CH—CH | UK—UK | US—US | Latin1Latin  | ES3ES  |
| Top-10-Singles        | DE1DE | AT—AT | CH—CH | UK—UK | US—US | Latin5Latin  | ES5ES  |
| Singles in den Charts | DE2DE | AT2AT | CH4CH | UK3UK | US8US | Latin30Latin | ES28ES |

### Auszeichnungen für Musikverkäufe
| Land/RegionAuszeichnungen für Musikverkäufe (Land/Region, Auszeichnungen, Verkäufe, Quellen) | Gold       | Platin         | Diamant       | Verkäufe   | Quellen                 |
| -------------------------------------------------------------------------------------------- | ---------- | -------------- | ------------- | ---------- | ----------------------- |
| Argentinien (CAPIF)                                                                          | Gold1      | 4× Platin4     | —             | 90.000     | Einzelnachweise         |
| Australien (ARIA)                                                                            | —          | 2× Platin2     | —             | 140.000    | aria.com.au             |
| Belgien (BRMA)                                                                               | Gold1      | —              | —             | 20.000     | ultratop.be             |
| Brasilien (PMB)                                                                              | 3× Gold3   | 11× Platin11   | —             | 500.000    | pro-musicabr.org.br BR2 |
| Chile (IFPI)                                                                                 | Gold1      | —              | —             | 40.000     | Einzelnachweise         |
| Dänemark (IFPI)                                                                              | Gold1      | Platin1        | —             | 45.000     | ifpi.dk                 |
| Deutschland (BVMI)                                                                           | Gold1      | Platin1        | —             | 500.000    | musikindustrie.de       |
| Frankreich (SNEP)                                                                            | 3× Gold3   | Platin1        | Diamant1      | 833.333    | snepmusique.com         |
| Italien (FIMI)                                                                               | 5× Gold5   | 2× Platin2     | —             | 270.000    | fimi.it                 |
| Kanada (MC)                                                                                  | Gold1      | 2× Platin2     | —             | 200.000    | musiccanada.com         |
| Kolumbien (ASINCOL)                                                                          | Gold1      | —              | —             | 5.000      | Einzelnachweise         |
| Mexiko (AMPROFON)                                                                            | 11× Gold11 | 24× Platin24   | 8× Diamant8   | 5.640.000  | amprofon.com.mx         |
| Neuseeland (RMNZ)                                                                            | —          | 3× Platin3     | —             | 75.000     | radioscope.co.nz        |
| Niederlande (NVPI)                                                                           | —          | Platin1        | —             | 30.000     | nvpi.nl                 |
| Norwegen (IFPI)                                                                              | —          | 4× Platin4     | —             | 240.000    | ifpi.no                 |
| Peru (UNIMPRO)                                                                               | Gold1      | 9× Platin9     | —             | 57.000     | Einzelnachweise         |
| Polen (ZPAV)                                                                                 | Gold1      | 5× Platin5     | —             | 140.000    | olis.pl                 |
| Portugal (AFP)                                                                               | 4× Gold4   | —              | —             | 20.000     | Einzelnachweise         |
| Schweden (IFPI)                                                                              | —          | 2× Platin2     | —             | 80.000     | sverigetopplistan.se    |
| Schweiz (IFPI)                                                                               | 2× Gold2   | —              | —             | 20.000     | hitparade.ch            |
| Spanien (Promusicae)                                                                         | 7× Gold7   | 44× Platin44   | —             | 2.900.000  | elportaldemusica.es     |
| Vereinigte Staaten (RIAA)                                                                    | 4× Gold4   | 68× Platin68   | 12× Diamant12 | 14.220.000 | riaa.com                |
| Vereinigtes Königreich (BPI)                                                                 | 2× Gold2   | —              | —             | 800.000    | bpi.co.uk               |
| Zentralamerika (CFC)                                                                         | —          | 3× Platin3     | —             | 210.000    | cfc-musica.com          |
| Insgesamt                                                                                    | 50× Gold50 | 187× Platin187 | 21× Diamant21 |            |                         |